# Walerian Olszowski
Walerian Olszowski h. Prus II (Wilczekosy) (ur. 1587 w Olszowie, zm. 1650 w Niechmirowie) – podstoli wieluński 1635, podkomorzy wendeński 1646, kasztelan spicymierski 1648. Ojciec arcybiskupa gnieźnieńskiego i prymasa Andrzeja Olszowskiego.

## Życiorys
Pochodził z rodu herbu Wilczekosy osiadłego we wsi Olszowa w powiecie brzezińskim. Po kądzieli wnuk Andrzeja Frycza Modrzewskiego. 

Wojował początkowo pod komendą Stanisława Branickiego, starosty chęcińskiego, później Stanisława Żółkiewskiego i Stanisława Koniecpolskiego.

Był dwukrotnie żonaty: pierwszy raz z Dorotą Brzustowską z Brzustowca, która w ciągu roku zmarła, drugi raz z Zofią Duninówną (zm. 1630) herbu Łabędź ze Skrzynna Wielkiego. Małżeństwo to znacznie podniosło jego pozycję przez koligację z możnymi rodami Duninów i Koniecpolskich (matka Zofii była z domu Koniecpolska). Z Duninówną miał szesnaścioro dzieci, z których co najmniej ośmioro dożyło wieku dorosłego. Jego synowie pełnili funkcje w administracji państwowej:  Krzysztof (cześnik wieluński, stolnik sieradzki), Hieronim (podstoli koronny, wojewoda rawski, starosta wieluński), Zygmunt (podkomorzy wieluński, starosta szczercowski) a Andrzej również kościelnej (podkanclerzy koronny, arcybiskup gnieźnieński i prymas Polski).

Dzięki swej zaradności i zapobiegliwości znacznie pomnożył dobra rodowe.  Był właścicielem dóbr Olszowa, Wólka Krzykowska, Stryjkowice, Rudniki, Niechmirów i wielu innych głównie w powiecie brzezińskim i sieradzkim.
Zmarł na apopleksję 5 lipca 1650 roku w 63 roku swego życia. Pochowano go w murowanej kaplicy Olszowskich przy drewnianym kościele parafialnym w Stolcu. Pogrzeb zaszczycili obecnością arcybiskup gnieźnieński Maciej Łubieński, wojewoda sieradzki Jan Koniecpolski, kasztelan sieradzki Wojciech Łubieński, starosta wieluński Stanisław Denhoff oraz liczna szlachta i urzędnicy państwowi. Jego nagrobek fundacji jego syna Andrzeja, przedstawiający półleżącą postać w zbroi, tablicę herbową i epitafium wykonano w warsztacie gdańskim z kamieni gotlandzkich i olandzkich po r. 1661. W XX w. nagrobek przeniesiono do nowego murowanego kościoła pw. Św. Wawrzyńca, zbudowanego w latach 1912-1925, gdzie znajduje się do dziś.
 Portret Waleriana znajduje się w zbiorach Muzeum Narodowego w Kielcach.